# Gymnammodytes cicerelus
Gymnammodytes cicerelus är en fiskart som först beskrevs av Rafinesque, 1810.  Gymnammodytes cicerelus ingår i släktet Gymnammodytes och familjen tobisfiskar. Inga underarter finns listade i Catalogue of Life.